# Parawaldeckia thomsoni
Parawaldeckia thomsoni är en kräftdjursart som först beskrevs av Stebbing 1906.  Parawaldeckia thomsoni ingår i släktet Parawaldeckia och familjen Lysianassidae. Inga underarter finns listade i Catalogue of Life.